# Anamorfos (konst och arkitektur)

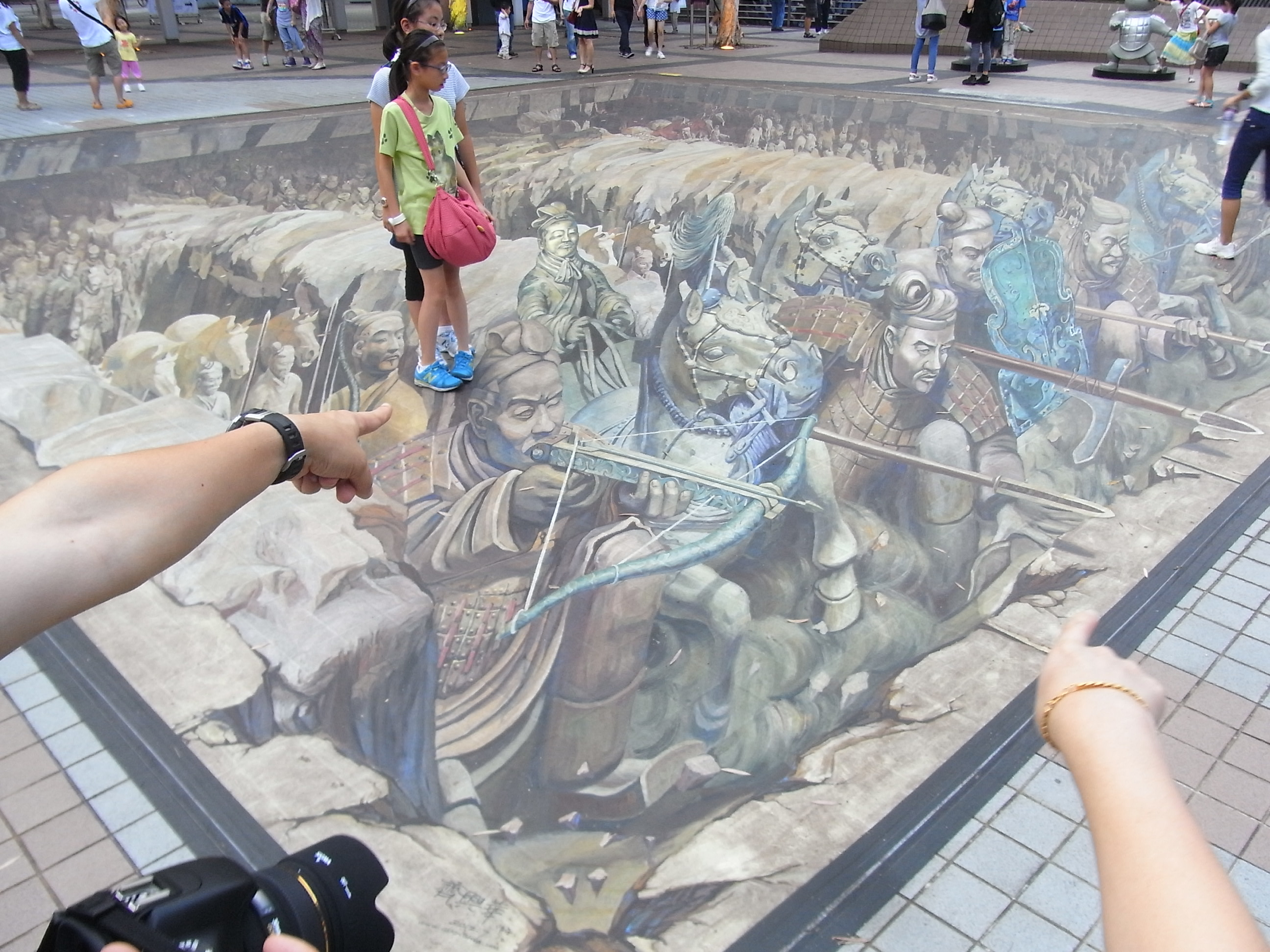
Den kinesiska terracottaarmén som anamorfos på ett torg i Hong Kong.

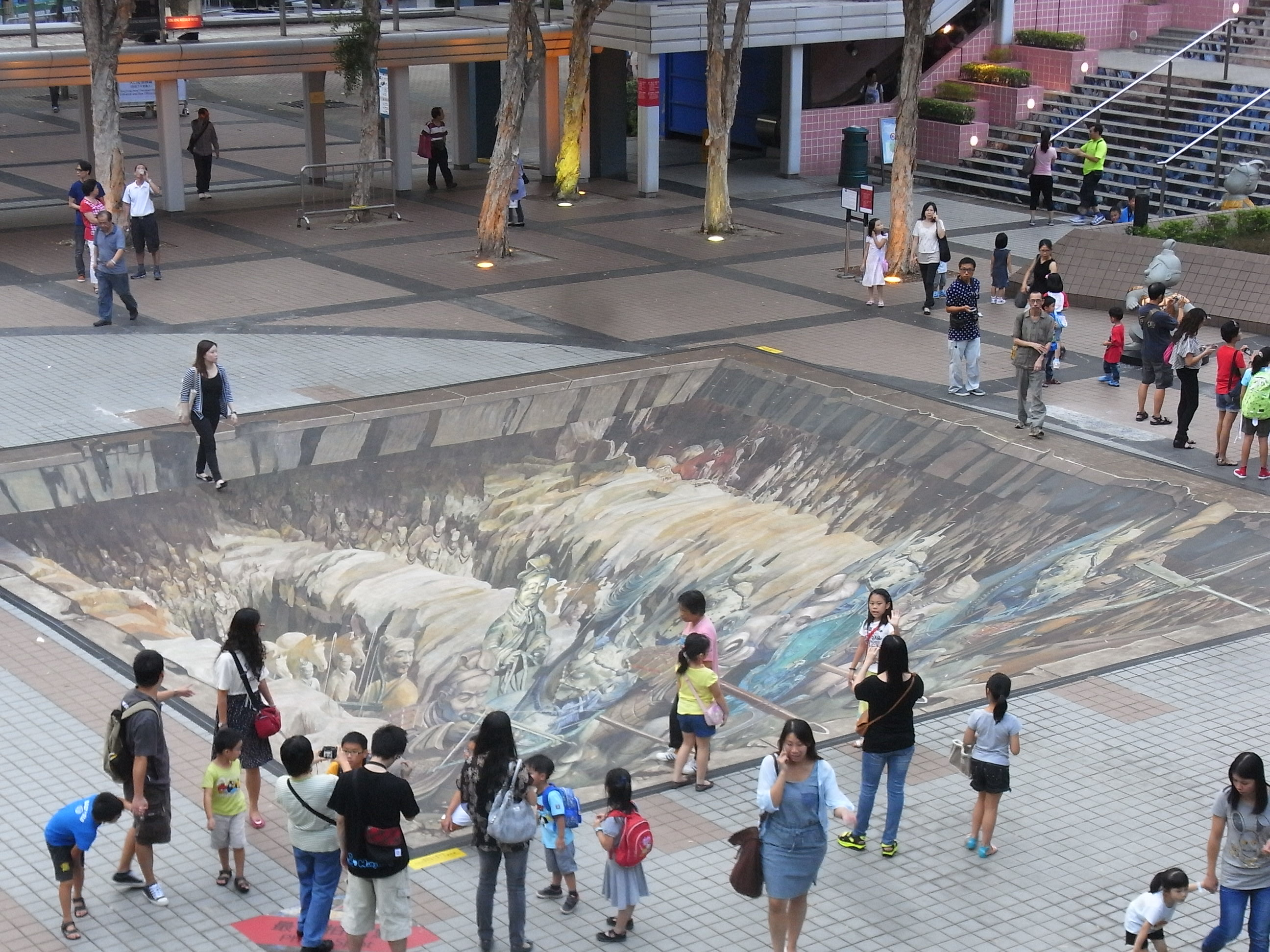

En anamorfos (från grekiska anamorfosis, ombildning eller återskapande) är en bild eller ett objekt som måste betraktas från en speciell blickpunkt, ur en särskild vinkel eller med en särskild sorts spegel för att bli igenkännlig eller framstå som naturlig. Den första sorten kallas optisk anamorfos och innefattar bland annat olika skenperspektiv inom arkitekturen. Alternativet med spegel brukar kallas katoptrisk anamorfos efter det grekiska ordet för spegel.

## Historik
En sorts anamorfos förekom redan i den antika grekiska arkitekturen och skulpturen. Grekiska tempelbyggnader kunde byggas med optiska förhandskorrigeringar för att det avsedda visuella intrycket skulle uppnås, för att de skulle se ”naturliga” ut. Skulpturer som skulle betraktas nedifrån fick proportioner därefter. Bildhuggare arbetade intuitivt, inte efter några kända optiska lagar.
Det är först under renässansen och framförallt under barocken som perspektiviska anamorfoser blir vanliga. Man utforskade olika perspektiv. Den anamorfiska varianten tillkom som ett slags biprodukt till utvecklingen av centralperspektivet. De äldsta kända bilderna är ett par enkla skisser av Leonardo da Vinci från 1487. I sin Traktat om måleriet beskrev han ett sätt att skapa en väggmålning som är avsedd att betraktas snett från sidan, exempelvis en gallerivägg. Teoretiska arbeten och praktiska handledningar började utkomma på 1500-talet. Det viktigaste verket skrevs av Jean-François Niceron, La perspective curieuse (1638).
På 1600- och 1700-talet skapades många anamorfoser, ibland mest för att roa betraktaren men också i mer seriösa sammanhang. Inom arkitekturen kunde tekniken användas för att dekorera komplicerade bildplan som undersidan av valv och kupoler eller i korridorer där man inte kan få överblick över en vanlig bild. Teaterdekorationer kunde använda tekniken för att skapa en illusion av en annan verklighet. På 1800-talet avtog intresset men också under 1900-talet och 2000-talet har konstnärer skapat olika slag av anamorfoser, exempelvis Marcel Duchamp och Salvador Dalí. I Sverige har framförallt Hans Hamngren använt tekniken. ”För en initierad, internationell konstpublik är Hans Hamngren idag den främste anamorfoskonstnären i världen!” skriver Gunilla Gunnarsson.

## Exempel

### Optisk anamorfos

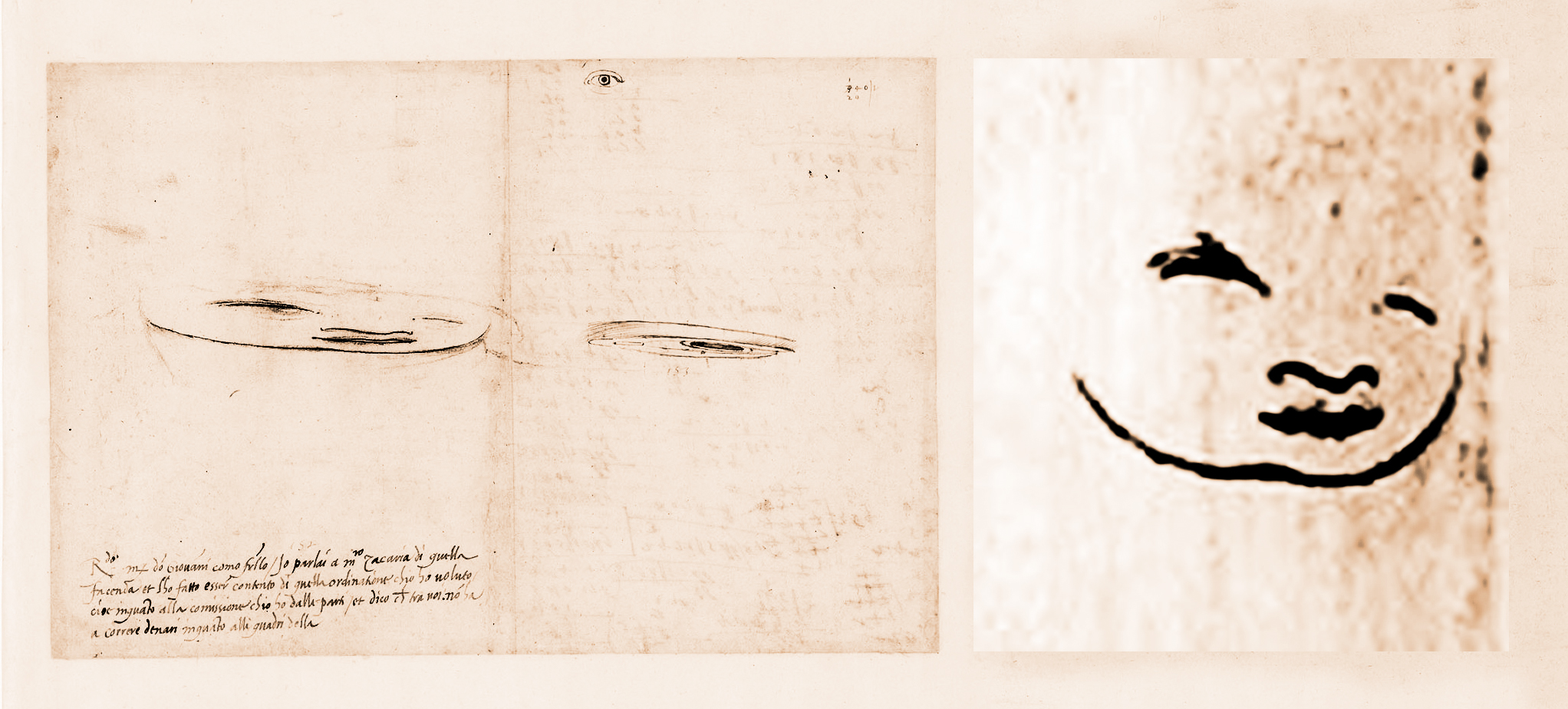
Två enkla skisser av Leonardo da Vinci (1452-1519) från 1487 är de äldsta kända anamorfoserna. Om man betraktar dem snett från sidan framträder ett barnansikte och ett öga.
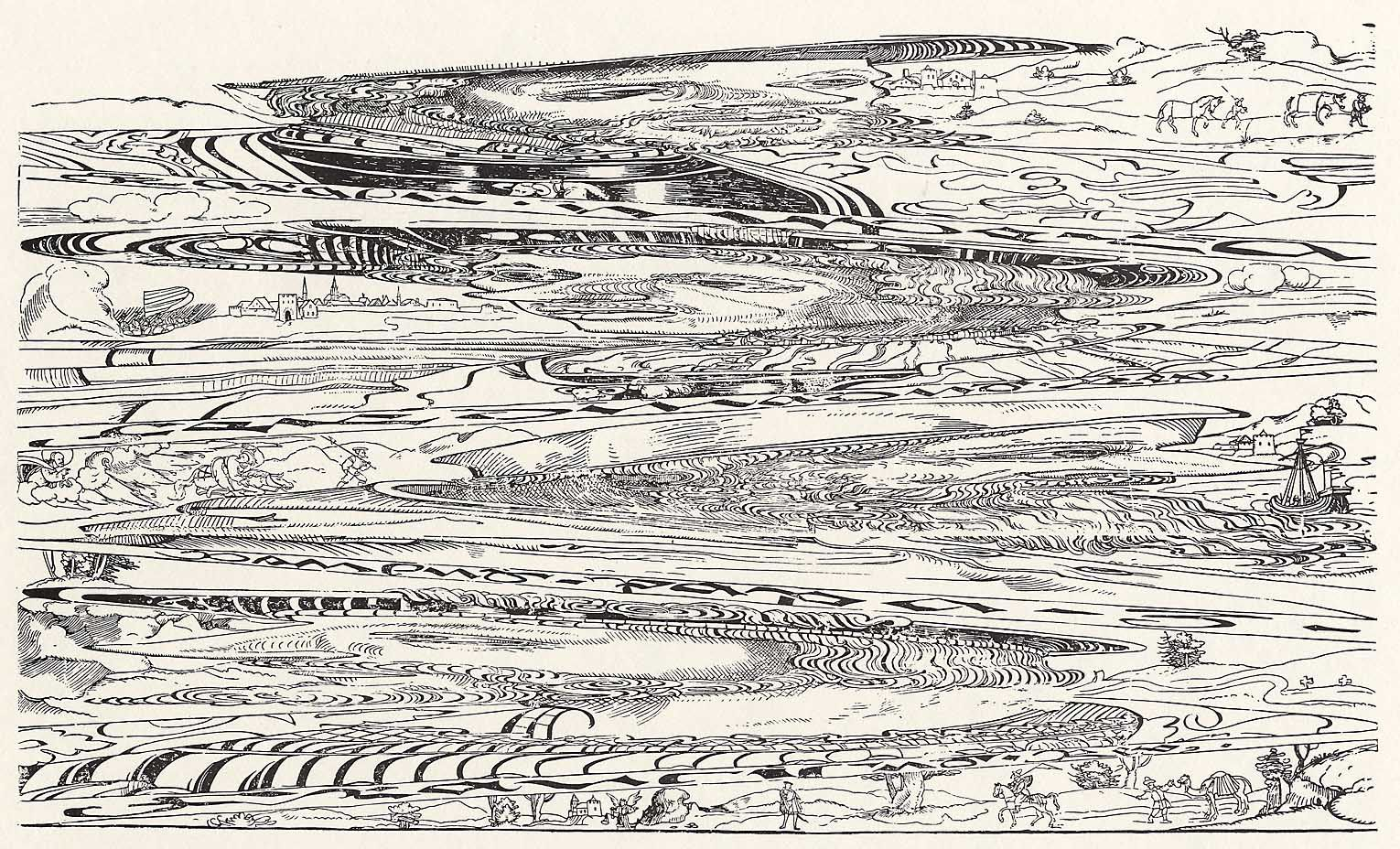
Grafiskt pussel med porträtt av Karl V. Ferdinand I. Clemens VII. Franciskus. Träsnitt, 1531-1534. Porträttanamorfoser kan likna landskap. Erhard Schön (ca 1491-1542) förstärkte effekten genom att sätta in människor, djur, stadssilhuetter m.m. På så sätt kunde samma bild ses på två olika sätt. Om man betraktar den framifrån ser man ett landskap men om man ser den i sned vinkel framträder fyra porträtt.
Hans Holbein den yngres Ambassadörerna (1533) är troligen den mest kända anamorfosen. I förgrunden syns ett svårbegripligt objekt.
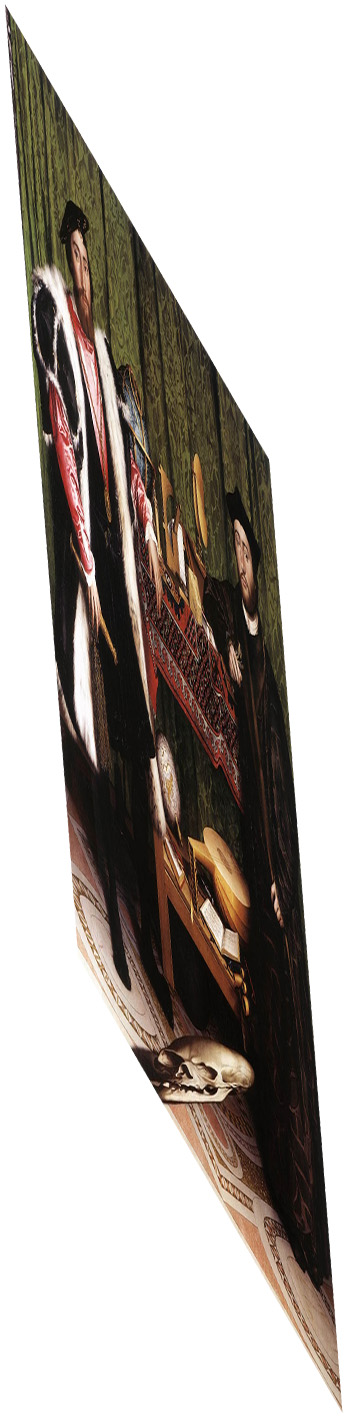
Om man betraktar bilden i sned vinkel ...
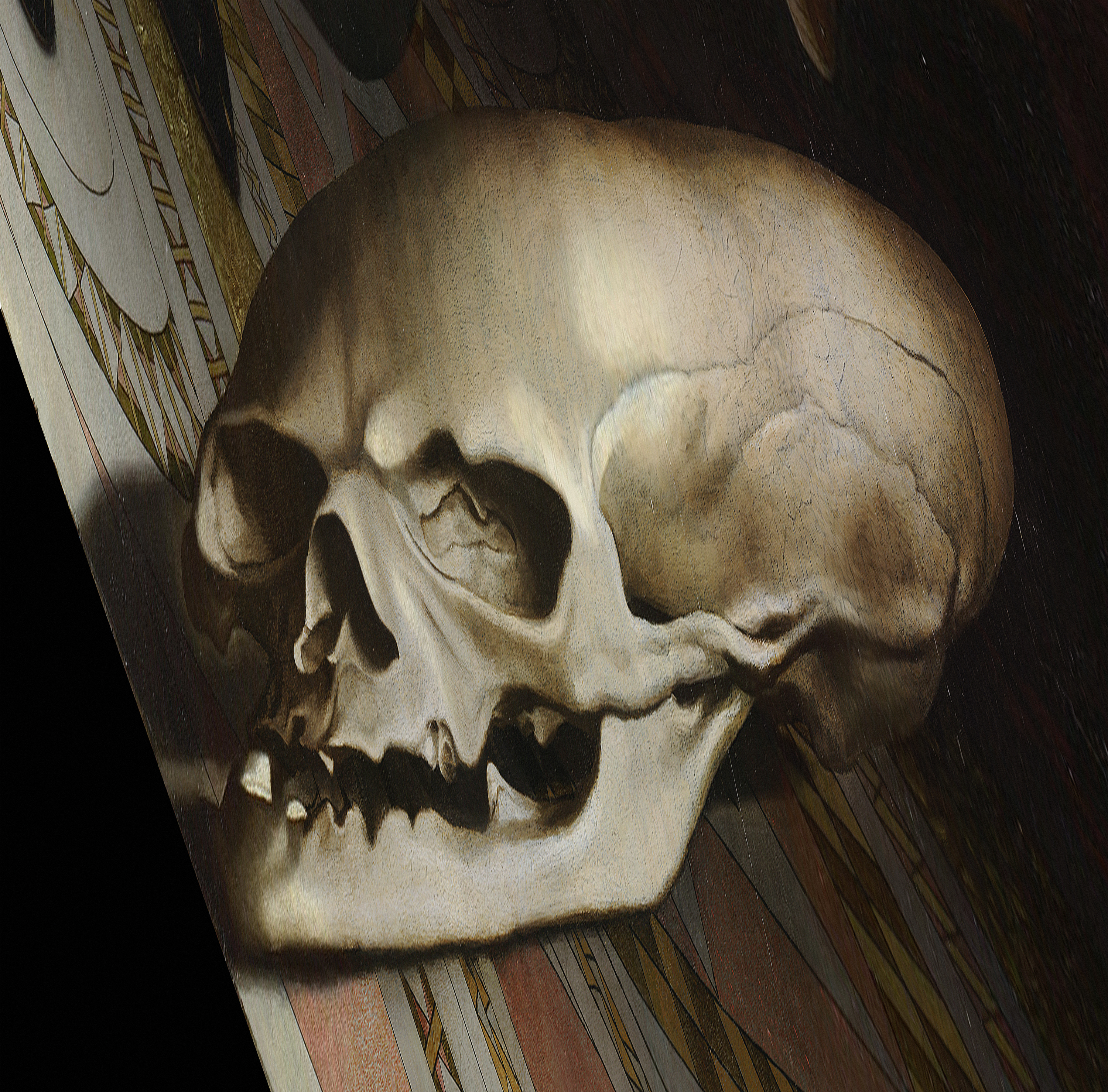
... framträder ett kranium,

### Arkitektur

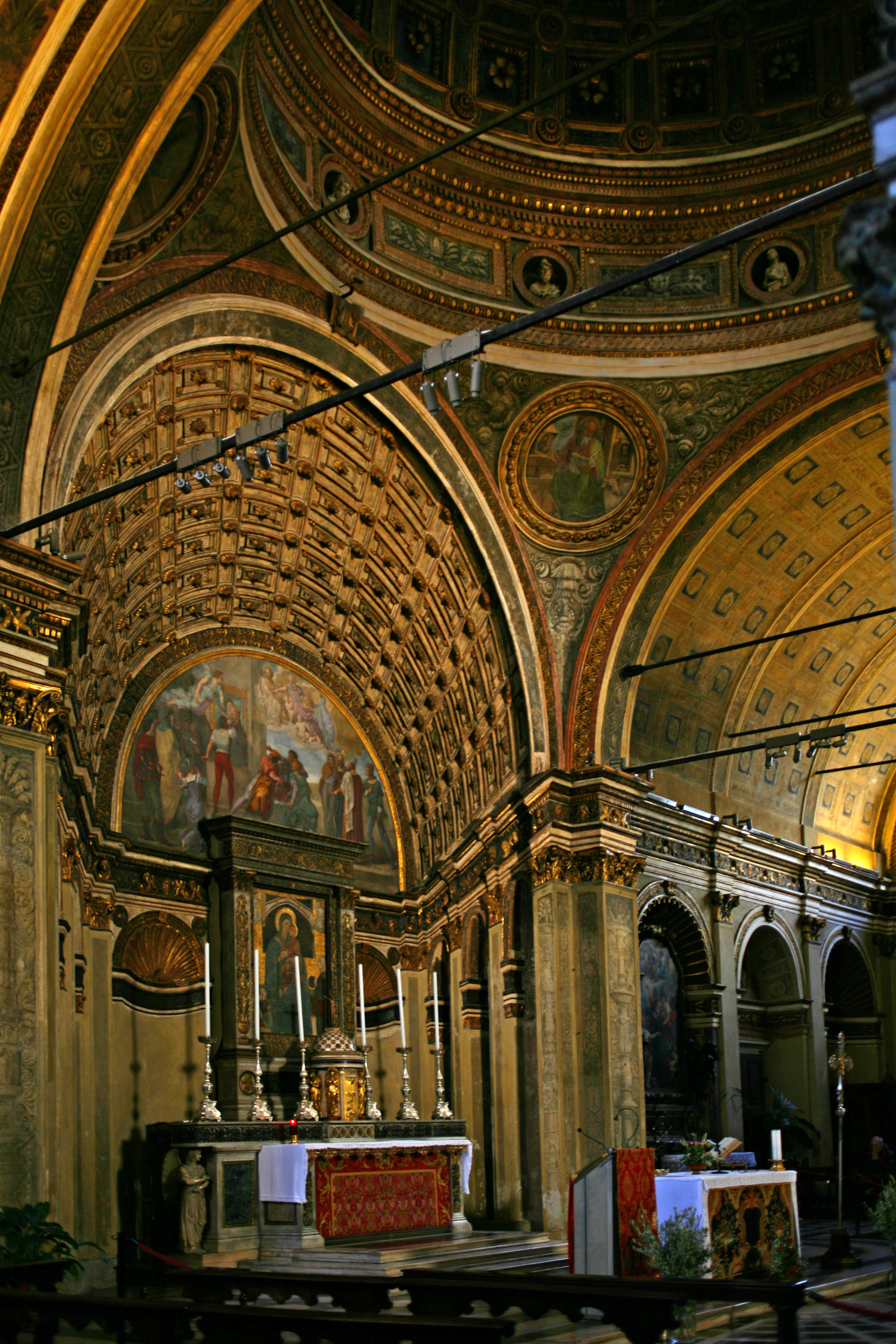
Santa Maria presso San Satiro i Milano. Bakom altaret finns en ”falsk” absid utförd av Donato Bramante (1444-1514). Absiden är i verkligheten knappt en meter djup ...
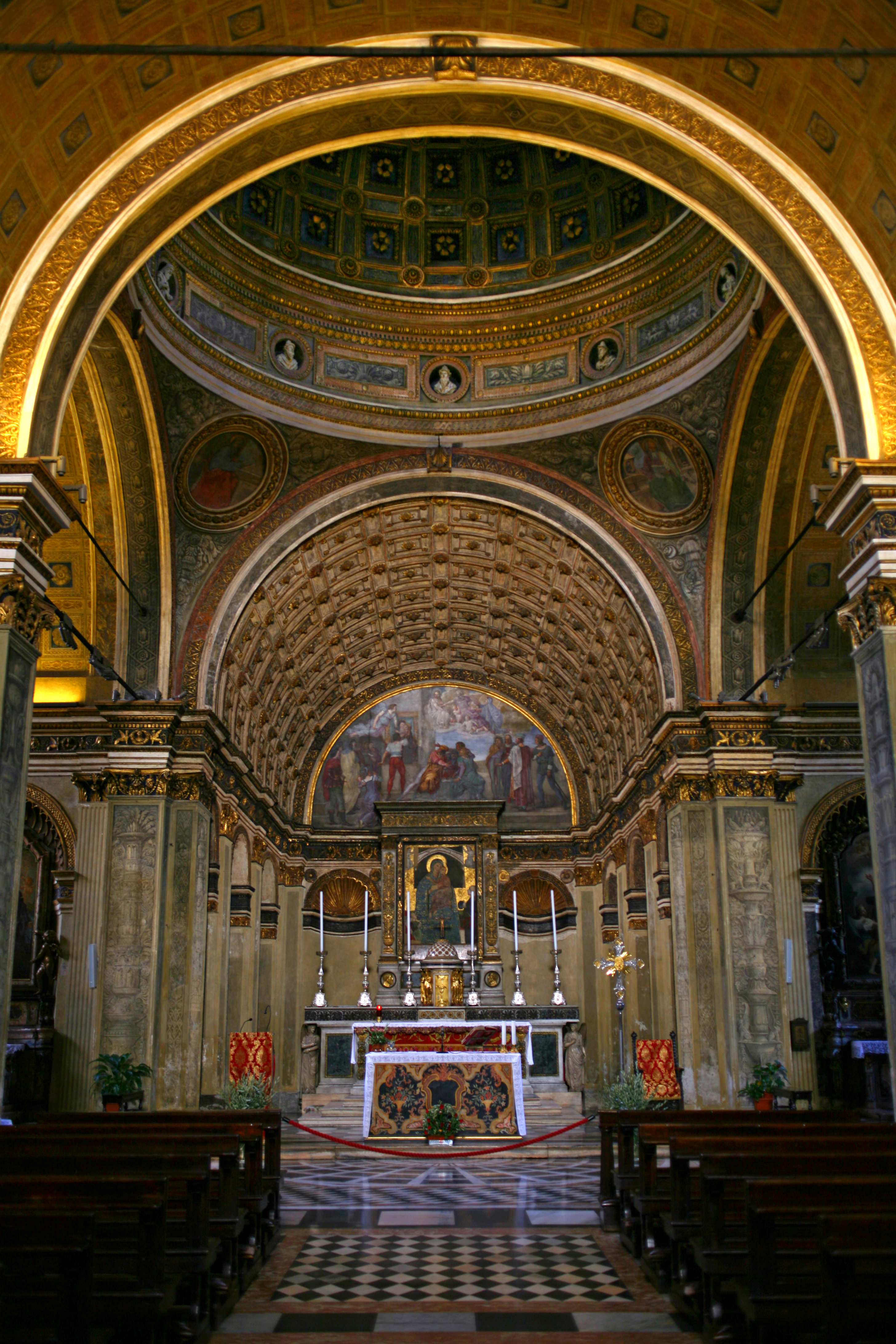
... men sedd framifrån och på avstånd verkar den vara avsevärt djupare.
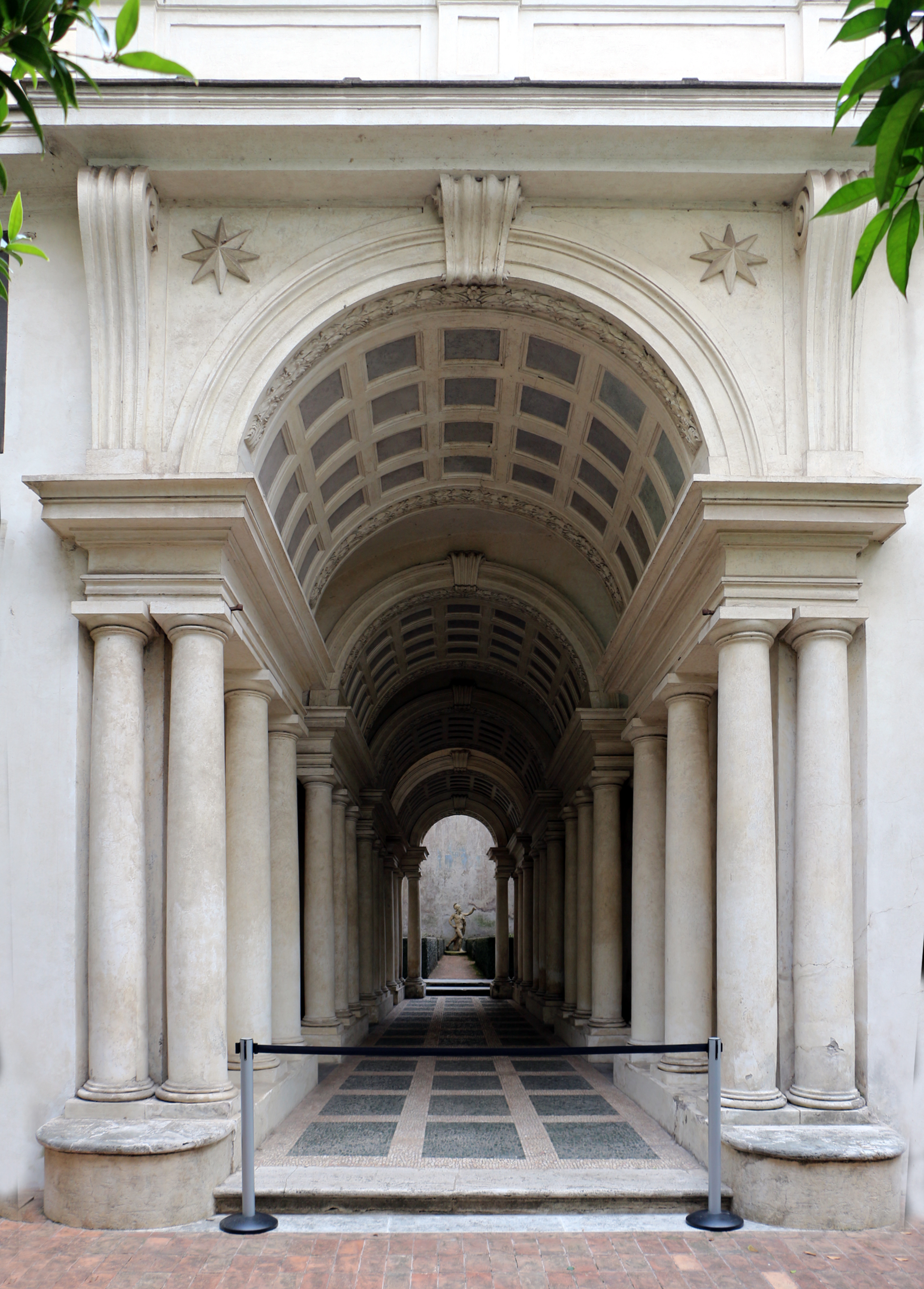
Kolonnad i Palazzo Spada i Rom av Francesco Borromini (1599-1667). Kolonnaden är endast åtta meter lång ...
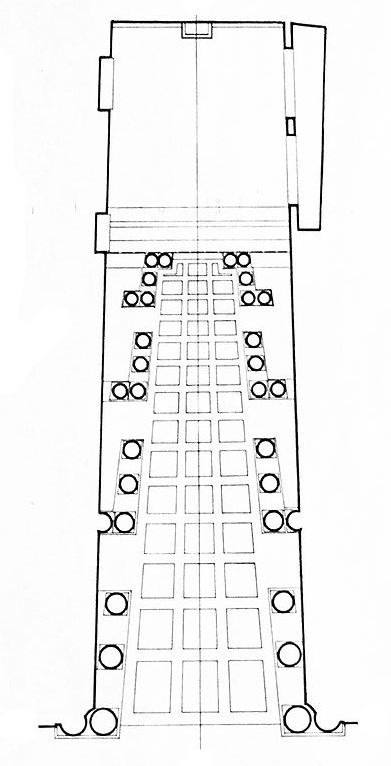
... men genom en perspektivisk omformning, en anamorfos, uppfattar betraktaren den som flera gånger längre.
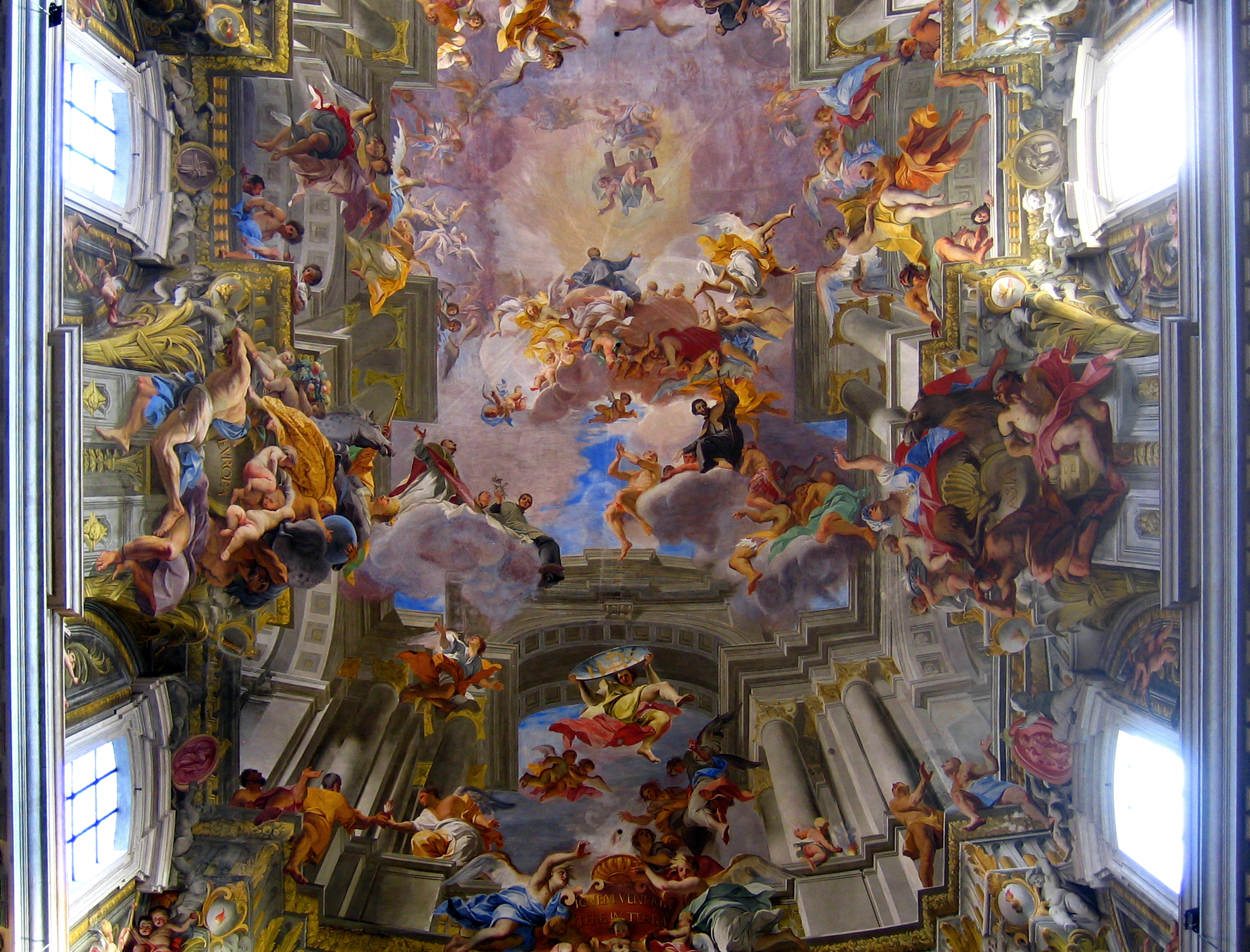
Takmålning av Andrea Pozzo (1642-1709) i barockkyrkan Sant'Ignazio i Rom. Genom en kombination av anamorfos och trompe l'œil får betraktaren en illusion av att stå under en kupol. Pozzo var vid sidan av Niceron en av viktig teoretiker.

### Katoptrisk anamorfos

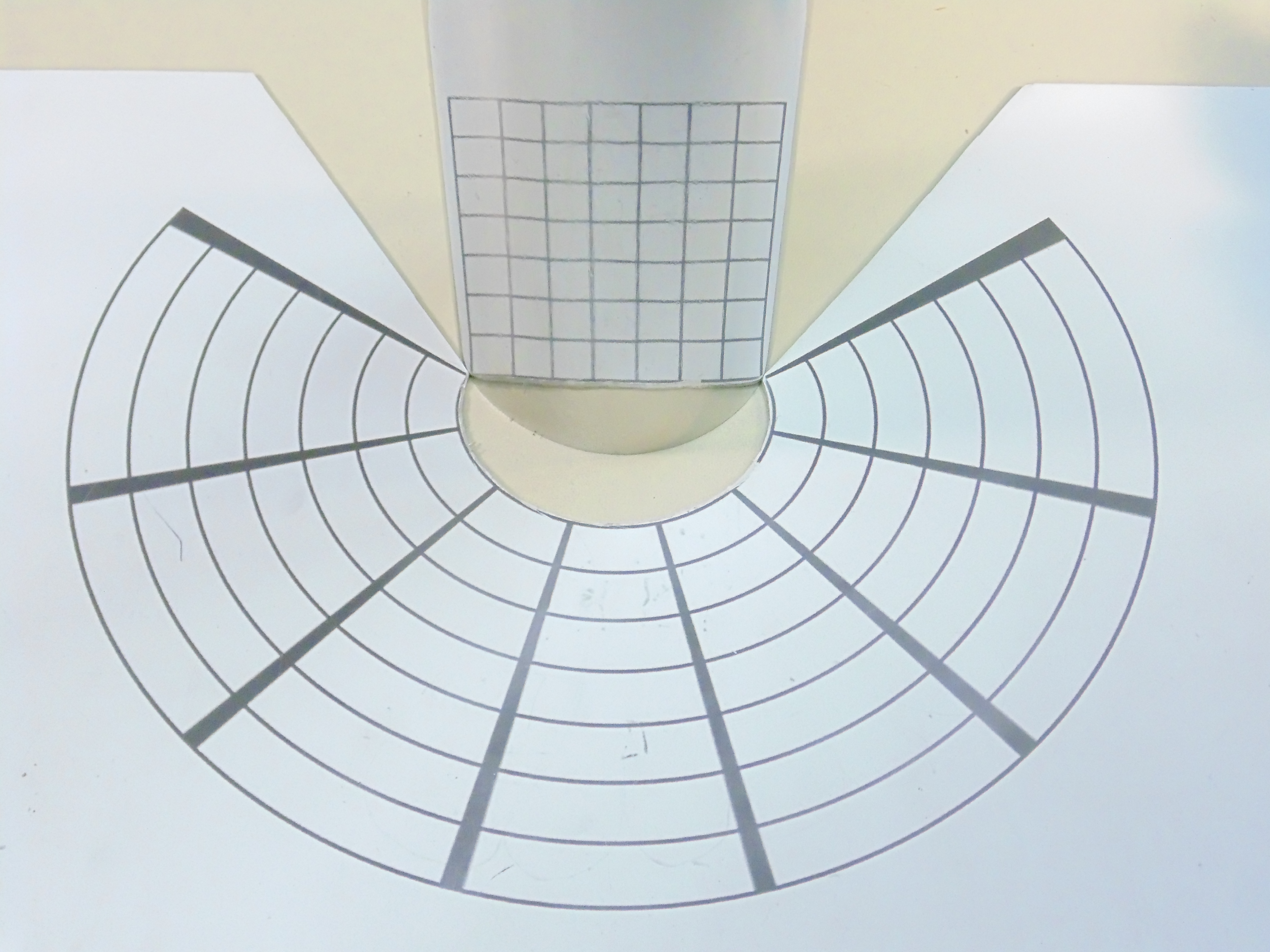
En plan teckning av cirkelsektorer speglas i en cylinder varvid ett kvadratiskt rutnät framträder.
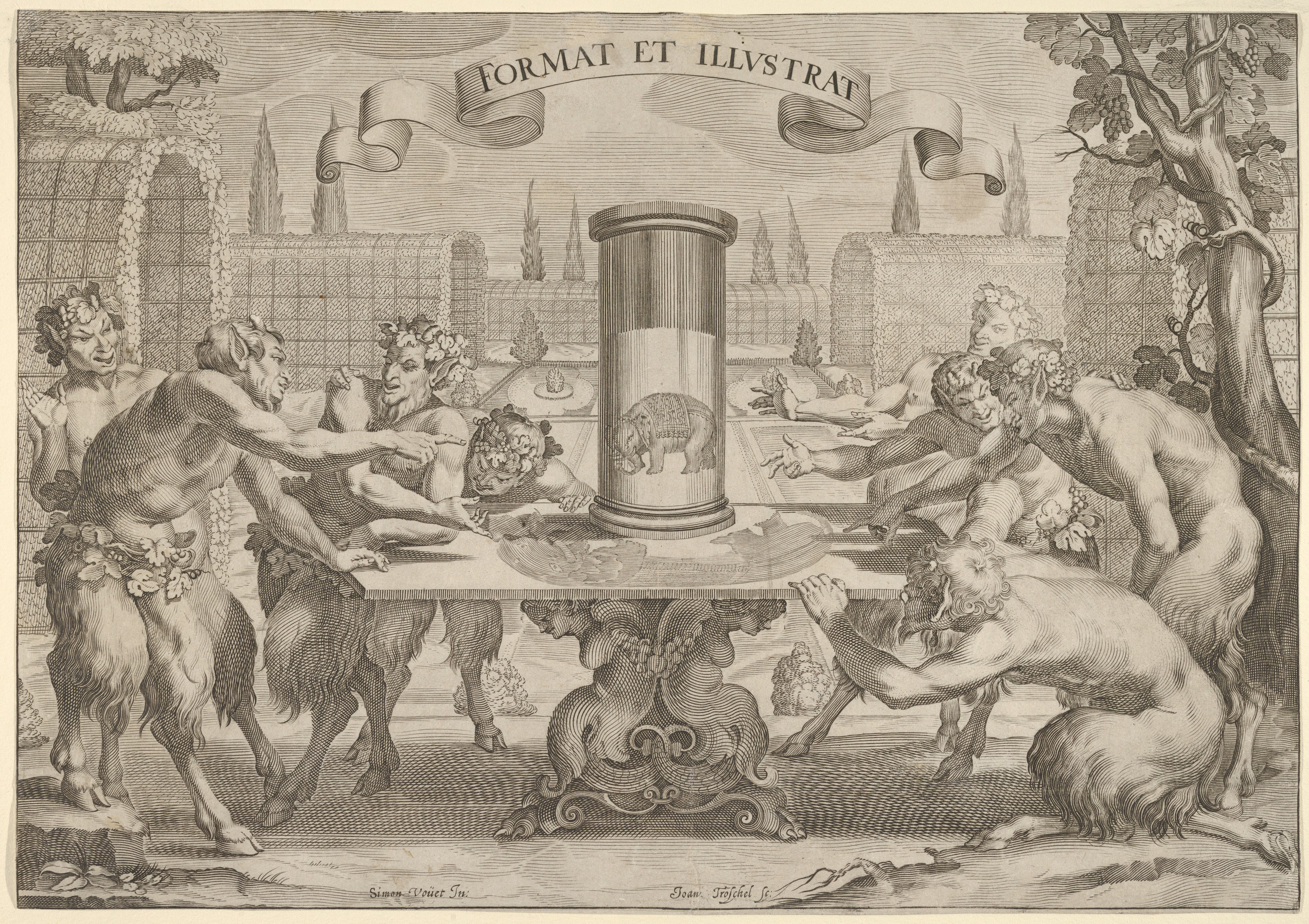
Satyrer som beundrar en cylindrisk spegelanamorfos av en elefant. Kopparstick efter målning av Simon Vouet (1590-1649),
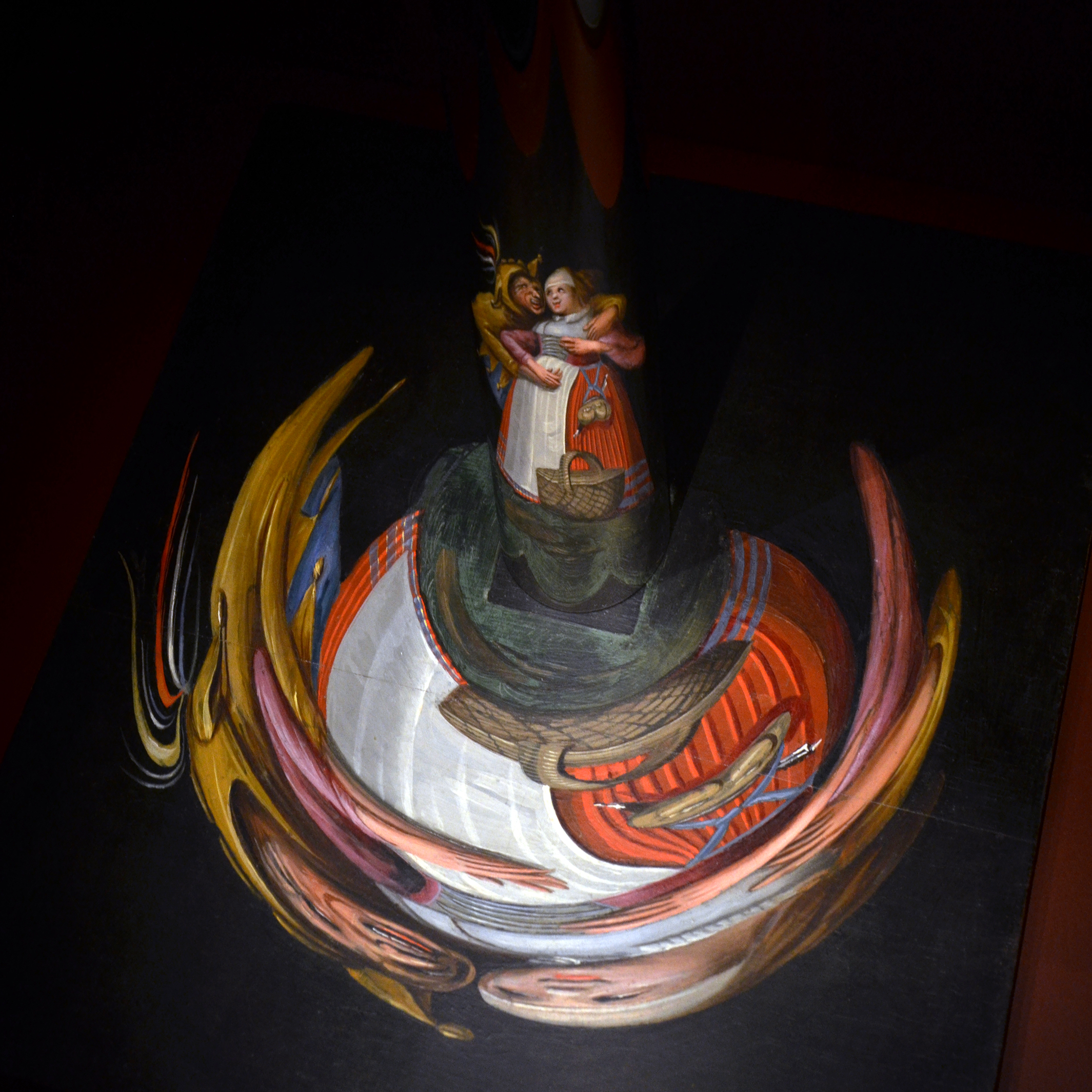
Spegelanamorfos av Hans Heinrich Glaser (1585-1673),
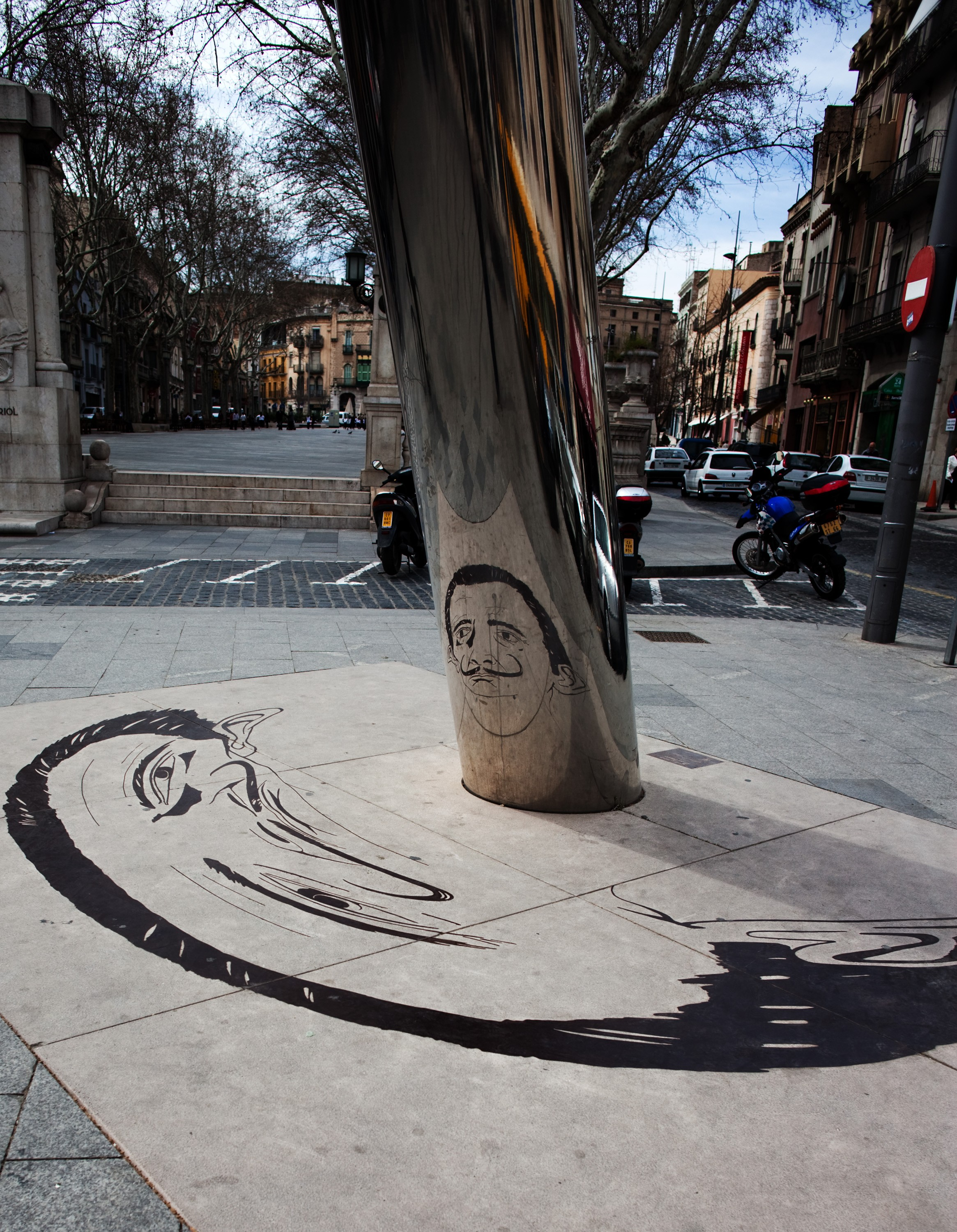
Anamorfiskt porträtt av Salvador Dalí (1904-1989) på en gata i Fugueres i Spanien. Dalí använde själv tekniken i olika målningar, både  bilder som måste betraktas ur sned vinkel och katoptriska anamorfoser.

### Nutida varianter

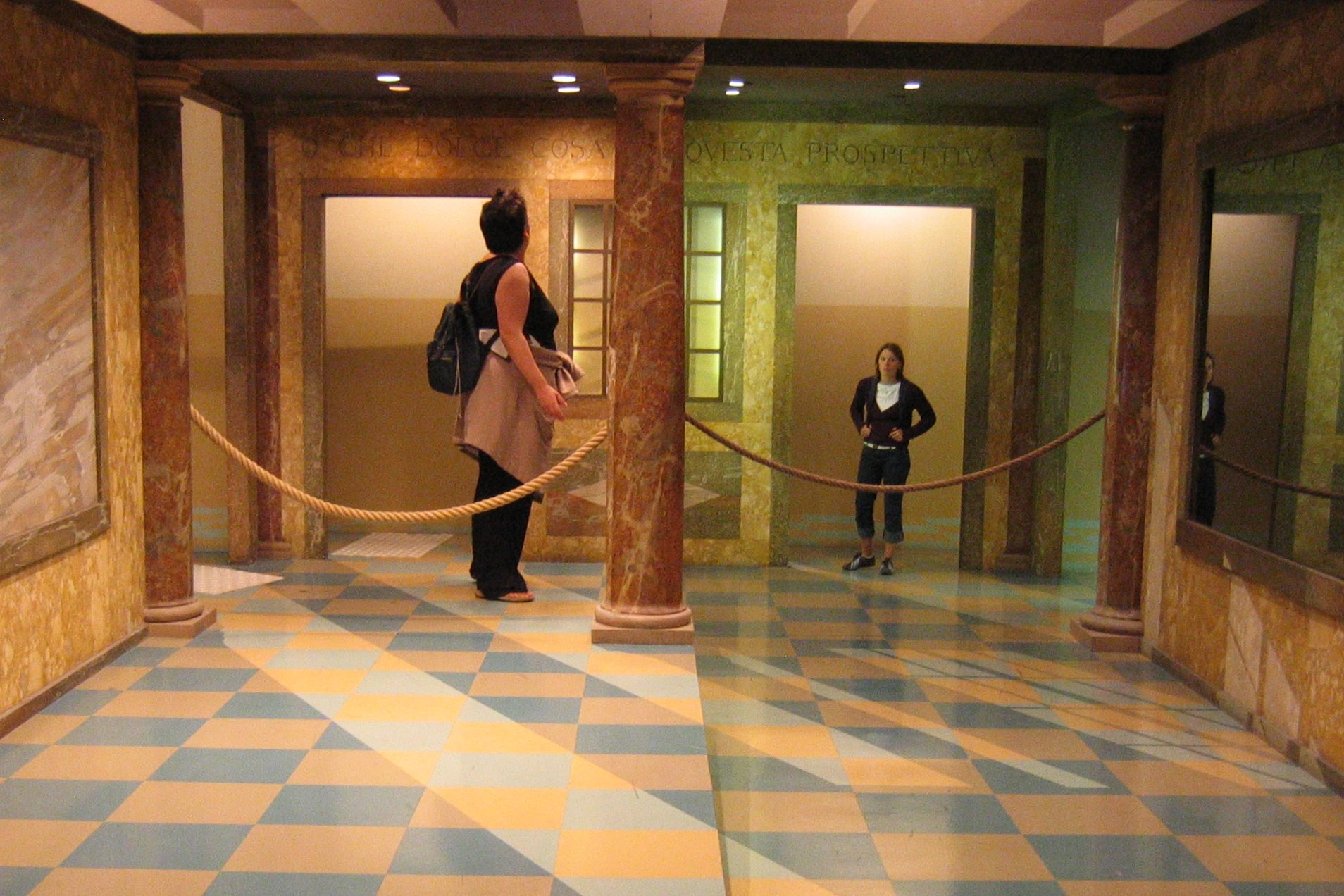
Ames rum är ett oregelbundet rum som används för att skapa en optisk illusion...
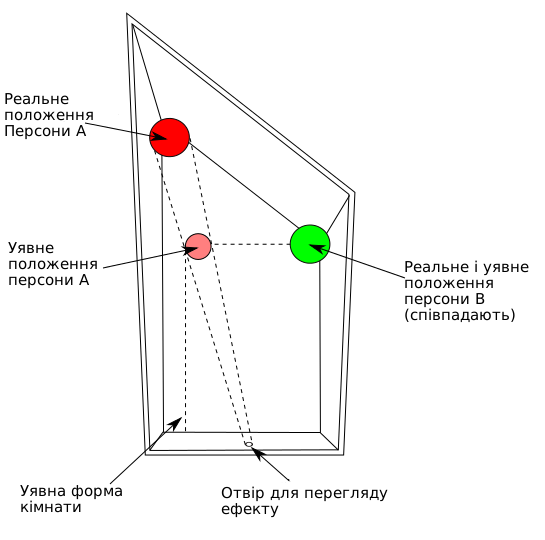
... Det uppfanns 1946 av den amerikanske ögonläkaren Adelbert Ames (1880-1955).
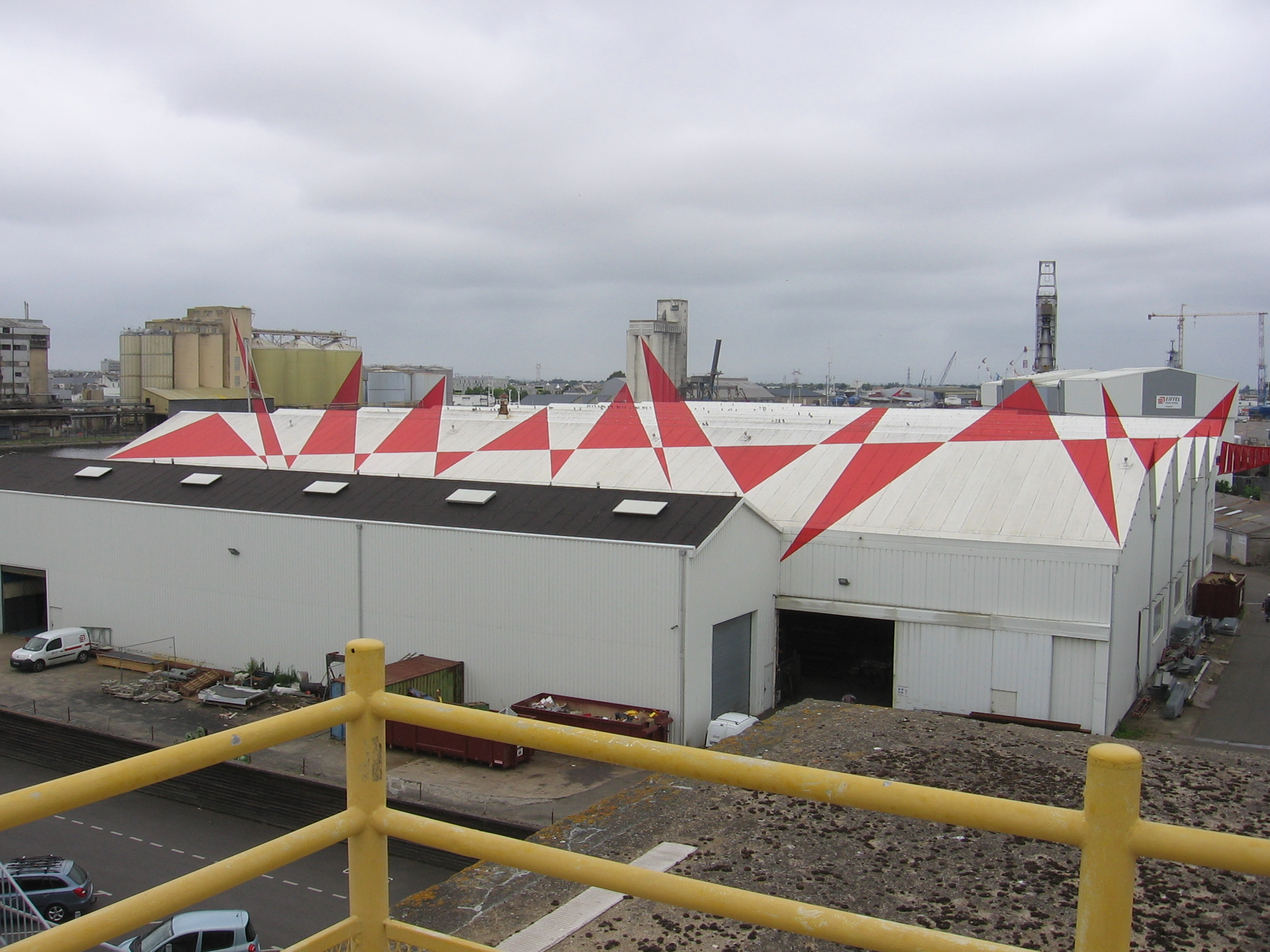
Suite de triangles är ett verk skapat 2007 av den schweiziska konstnären Felice Varini (1952- ) i Saint-Nazaire, Frankrike. Liksom många av Varinis verk är det en anamorfos, här en serie röda trianglar som bara kan uppfattas korrekt ur en enda synvinkel...
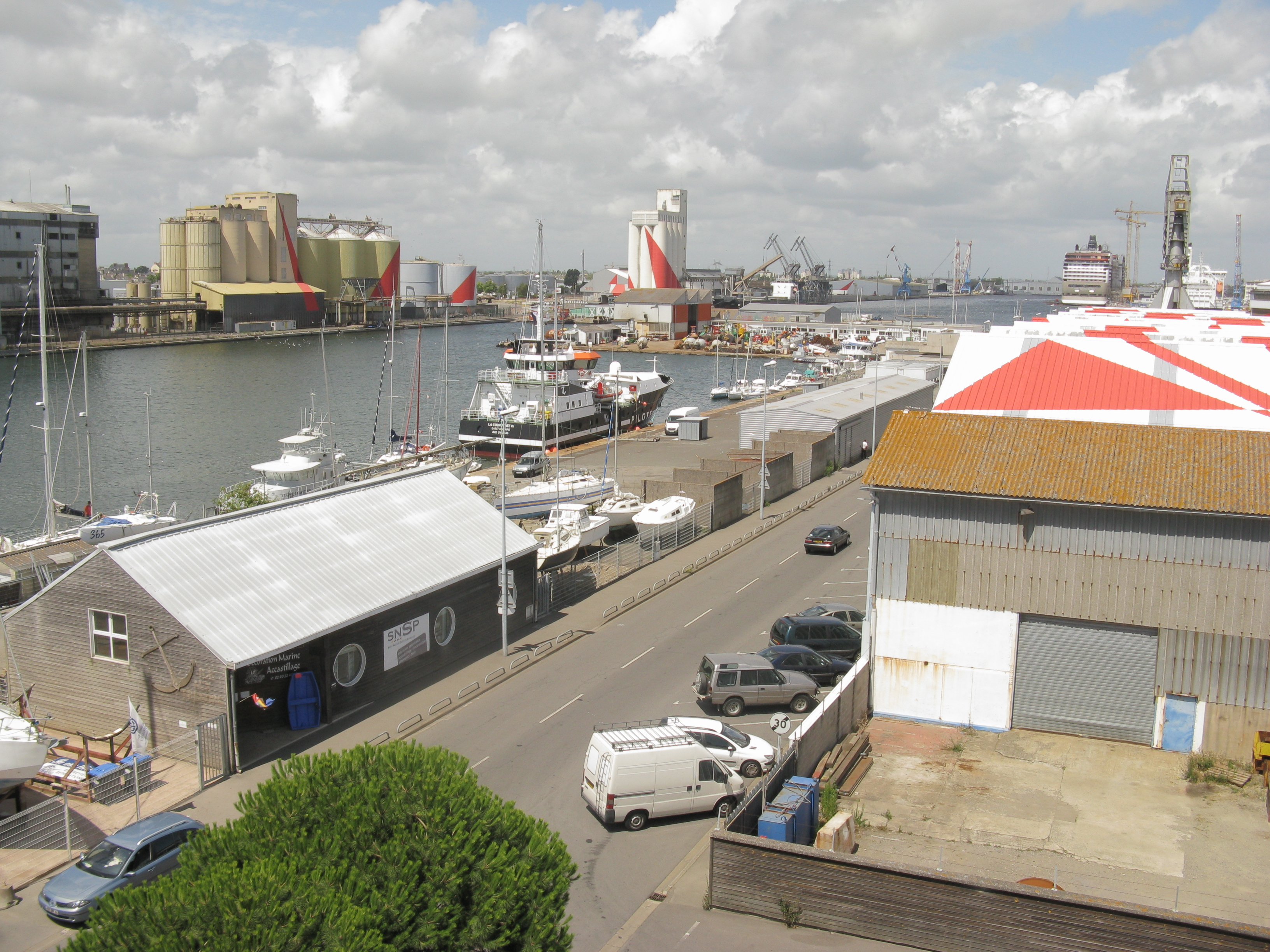
... De målade elementen i anamorfosen täcker många byggnader som omger hamnen i Saint-Nazaire.
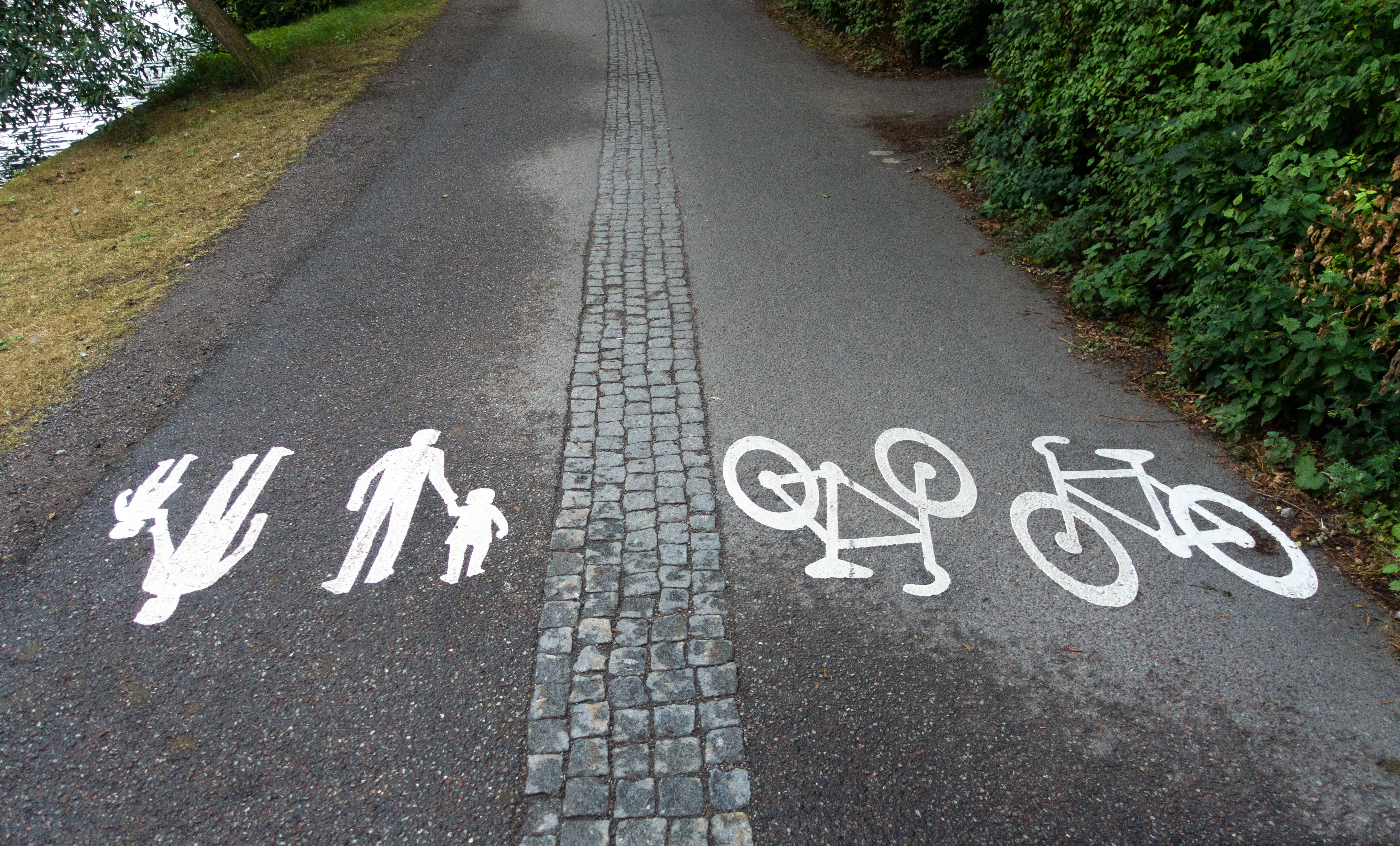
Anamorfoser i vägbanan visar var man får gå och cykla.